# Florianer Psalter

Buchseite mit dem Monogramm „Mons Mariae“

Der dreisprachige Florianer Psalter (auch St.-Florians-Psalter und Florianspsalter, lateinisch Psalterium Florianense, auch Codex Florianus und Psalterium trilingue; polnisch Psałterz floriański; tschechisch Žaltář floriánský auch Svato-Floriánský Žaltář) entstand nach 1384 entweder im Scriptorium des Augustiner-Chorherrenstifts „Mons Mariae“ in Glatz oder im Krakauer Wawel-Skriptorium. Seit 1931 befindet sich der Psalter in der Polnischen Nationalbibliothek in Warschau.

## Geschichte
Das vor 1350 vom ersten Prager Erzbischof Ernst von Pardubitz gegründete Augustiner-Chorherrenstift „Mons Mariae“ in Glatz, das mit Kanonikern aus dem Augustiner-Chorherrenstift Raudnitz besiedelt worden war, erlangte bald überregionale Bedeutung und beteiligte sich an der Gründung bzw. dem Aufbau weiterer Ordensniederlassungen. Als Hedwig von Anjou 1384 „König von Polen“ wurde, beabsichtigte sie, ein Augustinerchorherrenstift in der Krakauer Vorstadt Kazimierz zu gründen und Mönche aus dem Glatzer Augustinerstift dorthin zu berufen. Vermutlich erteilte sie ihnen bald den Auftrag, für die liturgische Ausstattung im Glatzer Skriptorium einen dreisprachigen Psalter anzufertigen. Hedwig, die ein frommes Leben führte, wuchs zweisprachig auf. Sie förderte Wissenschaft und Kirche und war zudem eine Gönnerin des Deutschen Ordens. Aus ihrer Bibliothek ließ sie mehrere Werke ins Polnische übersetzen, wodurch die Ausbreitung der Schriftsprache gefördert wurde. Bei ihrem frühen Tod 1399 waren etwa zwei Drittel des Psalters fertig. Nach einer Unterbrechung von wenigen Jahren wurde das weniger präzise und nicht so prächtige letzte Drittel vermutlich bis 1404 fertiggestellt. In diesem Jahr fand die eigentliche Klostergründung bzw. Eröffnung des Augustinerklosters in Kazimierz statt. Dort wurde der Psalter auch in Gebrauch genommen. 1556 soll er sich noch in der Krakauer Fronleichnamsbasilika (Bazylika Bożego Ciała) befunden haben.
Es ist nicht bekannt, wann und auf welchen Wegen der Psalter nach Oberösterreich gelangte, wo er um 1564 einen prächtigen Renaissanceeinband erhielt. 1637 ist er erstmals im Bibliothekskatalog des Augustinerstifts St. Florian verzeichnet. Dort wurde der Psalter 1827 vom Stiftsarchivar Joseph Chmel wiederentdeckt. Er publizierte im selben Jahr zusammen mit den Bibliothekaren J. S. Bandtkie und Bartholomäus Kopitar eine Abhandlung über den Fund, die sowohl lateinisch auch als polnisch erschien. Wegen der darin enthaltenen Angaben zum Alter des Psalters und seine Verbindung zum Haus Anjou kam es zu einem Gelehrtenstreit mit dem Grafen Stanislaus von Dunin-Borkowski, der schließlich 1834 zwischen diesem und B. Kopitar öffentlich ausgetragen wurde.
1931 wurde der Psalter mit Genehmigung der Römischen Kurie an die polnische Regierung verkauft. 1939 wurde in Lemberg die bis heute einzige vollständige Gesamtausgabe unter dem Titel „Psałterz Florjański – Łacińsko-polsko-niemiecki“ (Psalterium Florianense – Lateinisch-polnisch-deutsch) herausgegeben und mit einem textkritischen Apparat versehen. Da der polnische Teil des Psalters zu den ältesten Textzeugnissen dieser Sprache gehört, erfolgte 2002 eine Neuausgabe in Łódź. 2010 erschien eine ausführliche Sprachanalyse des deutschen Teils des Florianers Psalters und dessen kulturgeschichtliche Einordnung durch Rudolf Hanamann.

## Beschreibung
Die in drei Sprachen auf Pergament geschriebene Bilderhandschrift ist 32 cm hoch und 22 cm breit. Von den ursprünglich 298 Blättern sind noch 296 erhalten. Die ersten zwei Seiten mit dem Prolog sind verloren. Jedes Blatt ist mit zwei Spalten beschrieben. Nach jedem lateinischen Psaltervers folgt zunächst der polnische und danach der deutsche Text, wobei sich die Übersetzung nicht immer an den lateinischen Text hält.
Da der polnische Text zahlreiche Archaismen enthält, wird vermutet, dass ihm ein älterer Psalter als Vorlage diente, der sich schon vorher in Krakau befand und der von der Königin Hedwig nach Glatz gesandt worden war. Nachdem in dem polnischen Text auch eine Reihe von Bohemismen enthalten sind, ist es möglich, dass auch ein älterer tschechischer Psalter für die Übersetzung ins Polnische herangezogen wurde. Für den deutschen Text diente vermutlich der um 1340 von Peter von Patschkau verfasste Psalter.
An dem Psalter haben drei Schreiber gearbeitet:
- der erste schrieb den Text bis zum 18. Vers des Psalms 101,
- der zweite führte ihn bis zum 2. Vers des Psalms 106 fort und
- der dritte Schreiber vollendete das Werk.

Nach der (verlorenen) Einleitung, von der sich noch der Schlusssatz „Hy hendet sich der prologus latynsch polansch und duczis und hebit sich der andern latinsch polant und duczis“ erhalten hat, sind die Blätter 3 bis 231/Rückseite mit den Psalmen 1–118b beschrieben. Danach folgt als Einschub auf den Blättern 231/Rückseite bis 236/Rückseite das Athanasische Glaubensbekenntnis und anschließend daran auf den Blättern 236 bis 288 die Psalmen 118 c bis 150. Den Schluss bilden die Gebete:
- Lobgesang des Isaias (Blatt 288/Rückseite bis Blatt 289)
- Gesang des Czechias (Blatt 289 bis 291)
- Gesang Annas (Blatt 291 bis 293)
- Gesang des Moses und
- Gebet des Habakuk (Blatt 293 bis 296/Rückseite)

## Künstlerische Ausgestaltung
Der Psalter ist im Stil der böhmisch-schlesischen Buchmalerei reich illustriert. Sie entspricht der künstlerischen Ausgestaltung der während der Regierungszeit des Kaisers Karl IV. entstandenen liturgischen Bücher der Bistümer Prag und Olmütz. Der Psalter enthält auch zahlreiche Drolerien im Stil der damaligen burgundischen Buchmalerei, die auch am Prager Hof Eingang fand. Die Buchstaben der Psalmen- und Versanfänge, der Überschriften und Schmuckleisten sind überreich in Gold und anderen leuchtenden Farben verziert. Auf dem Blattornament, das den Zierbuchstaben „B“ umgibt, findet sich ein Monogramm des Glatzer Augustinerchorherrenstifts „Mons Mariae“. Es besteht aus dem Geflecht eines stehenden und liegenden gotischen „M“, und wird auch unter der linken Spalte der Rückseite von Blatt 53 wiederholt, wo es von einem schwebenden Engel getragen wird. Ein weiterer Engel unterhalb der rechten Spalte trägt ein Wappenschild. Es ist das Wappen des ungarischen Zweiges des Hauses Anjou, dem die Stifterin Königin Hedwig entstammte.

## Digitalisat
- Digitalisat des Florianer Psalters